# Statistiche del campionato del mondo rally
Questa pagina descrive le statistiche del campionato del mondo rally.
Data la quantità delle statistiche sui risultati del campionato del mondo rally, l'argomento è stato diviso in due pagine (prima e seconda sezione).
Nelle varie tabelle sono indicati i record assoluti delle varie voci, dettagliate nelle apposite pagine.
Statistiche aggiornate a tutto il campionato del mondo rally 2024.

## Record piloti
Il pilota che detiene più record è Sébastien Loeb, titolare di diciassette primati sui ventisette indicati.
| Descrizione                                                                                | Record              | Pilota                                                  |
| ------------------------------------------------------------------------------------------ | ------------------- | ------------------------------------------------------- |
| Maggior numero di titoli mondiali                                                          | 9                   | Sébastien Loeb                                          |
| Maggior numero di titoli mondiali consecutivi                                              | 9                   | Sébastien Loeb                                          |
| Campione del mondo più giovane                                                             | 22 anni, 1 giorno   | Kalle Rovanperä (2022)                                  |
| Campione del mondo più anziano                                                             | 41 anni, 183 giorni | Hannu Mikkola (1983)                                    |
| Maggior numero di gare vinte                                                               | 80                  | Sébastien Loeb                                          |
| Più giovane vincitore di una gara mondiale                                                 | 20 anni, 289 giorni | Kalle Rovanperä (Rally d'Estonia 2021)                  |
| Più anziano vincitore di una gara mondiale                                                 | 47 anni, 331 giorni | Sébastien Loeb (Rally di Monte Carlo 2022)              |
| Maggior numero di podi conquistati                                                         | 120                 | Sébastien Loeb                                          |
| Maggior numero di punti conquistati                                                        | 2958                | Sébastien Ogier                                         |
| Maggior numero di prove speciali vinte                                                     | 939                 | Sébastien Loeb                                          |
| Maggior numero di gare disputate                                                           | 211                 | Jari-Matti Latvala                                      |
| Maggior numero di ritiri                                                                   | 61                  | Hannu Mikkola                                           |
| Miglior percentuale di vittorie su gare disputate                                          | 43,48%              | Sébastien Loeb (80 vittorie su 184 gare disputate)      |
| Miglior percentuale di podi su gare disputate                                              | 100%                | Carlos Reutemann (2 su 2)                               |
| Maggior numero di gare vinte consecutivamente                                              | 6                   | Sébastien Loeb (2 volte)                                |
| Maggior numero di podi consecutivi                                                         | 15                  | Sébastien Loeb                                          |
| Maggior numero di gare consecutive a punti                                                 | 28                  | Sébastien Loeb                                          |
| Maggior numero di vittorie nella stessa stagione                                           | 11                  | Sébastien Loeb (2008)                                   |
| Miglior percentuale di vittorie nella stessa stagione                                      | 73,3%               | Sébastien Loeb (2008)                                   |
| Maggior numero di vittorie nello stesso rally                                              | 9                   | Sébastien Loeb (Rally di Catalogna e Rally di Germania) |
| Maggior numero di rally differenti vinti dallo stesso pilota                               | 23                  | Sébastien Loeb                                          |
| Maggior numero di volte in cui un pilota è stato in testa a una gara dall'inizio alla fine | 19                  | Sébastien Loeb                                          |
| Maggior numero di gare disputate nello stesso rally                                        | 29                  | Jean-Pierre Manzagol (Tour de Corse)                    |
| Maggior numero di copiloti differenti con i quali un pilota ha vinto almeno una gara       | 5                   | Juha Kankkunen                                          |
| Maggior numero di copiloti differenti con i quali un pilota ha conquistato almeno un podio | 6                   | Per Eklund e Ari Vatanen                                |
| Maggior numero di gare vinte con lo stesso costruttore                                     | 79                  | Sébastien Loeb (Citroën)                                |
| Maggior numero di costruttori differenti con i quali un pilota ha vinto almeno una gara    | 5                   | Hannu Mikkola                                           |

## Record copiloti
Il monegasco Daniel Elena, al fianco di Sébastien Loeb in 79 delle sue 80 vittorie iridate, è il copilota che ha conquistato il maggior numero di successi. In occasione del Rally di Sardegna 2018 il finlandese Miikka Anttila, storico copilota di Jari-Matti Latvala, divenne la prima persona ad aver raggiunto le 200 partecipazioni in gare del mondiale rally.
| Descrizione                                                                                | Record | Copilota                           |
| ------------------------------------------------------------------------------------------ | ------ | ---------------------------------- |
| Maggior numero di gare vinte                                                               | 79     | Daniel Elena                       |
| Maggior numero di podi conquistati                                                         | 119    | Daniel Elena                       |
| Maggior numero di gare disputate                                                           | 220    | Miikka Anttila                     |
| Maggior numero di gare disputate nello stesso rally                                        | 36     | Timo Hantunen (Rally di Finlandia) |
| Maggior numero di piloti differenti con i quali un copilota ha vinto almeno una gara       | 4      | Arne Hertz                         |
| Maggior numero di piloti differenti con i quali un copilota ha conquistato almeno un podio | 7      | Denis Giraudet                     |

## Record equipaggi
| Descrizione                        | Record | Pilota e copilota                   |
| ---------------------------------- | ------ | ----------------------------------- |
| Maggior numero di gare vinte       | 79     | Sébastien Loeb e Daniel Elena       |
| Maggior numero di podi conquistati | 119    | Sébastien Loeb e Daniel Elena       |
| Maggior numero di gare disputate   | 205    | Jari-Matti Latvala e Miikka Anttila |

## Record costruttori
In tutti i record menzionati, eccetto quelli relativi ai titoli mondiali, ci si riferisce ai costruttori e non alle scuderie ufficiali e/o i reparti sportivi che li hanno rappresentati. I record sono spartiti per la maggior parte da tre case: Lancia, Ford e Citroën, tutte con 4 record, per un totale di decidi su sedici rappresentati.
| Descrizione                                                                               | Record | Costruttore                                         |
| ----------------------------------------------------------------------------------------- | ------ | --------------------------------------------------- |
| Maggior numero di titoli mondiali                                                         | 10     | Lancia                                              |
| Maggior numero di titoli mondiali consecutivi                                             | 6      | Lancia                                              |
| Maggior numero di gare vinte                                                              | 102    | Citroën                                             |
| Maggior numero di podi conquistati                                                        | 379    | Ford                                                |
| Maggior numero di gare vinte consecutivamente                                             | 12     | Volkswagen (2 volte)                                |
| Maggior numero di podi consecutivi                                                        | 38     | Citroën                                             |
| Maggior numero di gare consecutive a punti                                                | 307    | Ford                                                |
| Maggior numero di vittorie nella stessa stagione                                          | 12     | Volkswagen (2014 e 2015)                            |
| Miglior percentuale di vittorie nella stessa stagione                                     | 92,3%  | Volkswagen (2014 e 2015)                            |
| Maggior numero di vittorie nello stesso rally                                             | 13     | Ford (Rally dell'Acropoli e Rally di Gran Bretagna) |
| Maggior numero rally differenti vinti dallo stesso costruttore                            | 27     | Toyota                                              |
| Maggior numero di gare vinte con lo stesso pilota                                         | 79     | Citroën (Sébastien Loeb)                            |
| Maggior numero di piloti differenti con i quali un costruttore ha vinto almeno una gara   | 22     | Ford                                                |
| Maggior numero di doppiette sul podio                                                     | 30     | Citroën                                             |
| Maggior numero di triplette sul podio                                                     | 10     | Lancia                                              |
| Maggior numero di piloti con i quali un costruttore ha occupato i primi posti in una gara | 5      | Lancia (Rally del Portogallo 1990)                  |

## Record vetture
| Descrizione                                                                  | Record | Vettura                                        |
| ---------------------------------------------------------------------------- | ------ | ---------------------------------------------- |
| Vettura che ha conquistato più vittorie                                      | 50     | Toyota Yaris (2 versioni differenti)           |
| Versione di una vettura che ha conquistato più vittorie                      | 43     | Volkswagen Polo R WRC                          |
| Vettura dell'era del Gruppo 4 (1973–1981) che ha conquistato più vittorie    | 18     | Fiat 131 Abarth Rally                          |
| Vettura dell'era del Gruppo B (1982–1986) che ha conquistato più vittorie    | 18     | Audi quattro (3 differenti versioni)           |
| Vettura dell'era del Gruppo A (1987–1996) che ha conquistato più vittorie    | 46     | Lancia Delta (4 differenti versioni)           |
| Vettura dell'era World Rally Car (1997–2021) che ha conquistato più vittorie | 44     | Ford Focus WRC/RS WRC (10 differenti versioni) |
| Vettura dell'era Rally1 (2022 in poi) che ha conquistato più vittorie        | 24     | Toyota GR Yaris Rally1 Hybrid                  |

## Record eventi
| Descrizione                                                             | Record      | Evento                                           |
| ----------------------------------------------------------------------- | ----------- | ------------------------------------------------ |
| Evento disputatosi il maggior numero di volte                           | 50          | Rally di Finlandia                               |
| Evento con la distanza più breve                                        | 169,74 km   | Rally di Svezia 2020                             |
| Evento con la distanza più lunga                                        | 2211,06 km  | Rally della Nuova Zelanda 1977                   |
| Evento con la media oraria più alta                                     | 126,62 km/h | Rally di Finlandia 2016                          |
| Evento con la media oraria più bassa                                    | 44,15 km/h  | Rally di Sanremo 1973                            |
| Evento con il maggior numero di equipaggi iscritti                      | 305         | Rally di Monte Carlo 1982                        |
| Evento con il minor numero di equipaggi iscritti                        | 20          | Rally del Brasile 1981                           |
| Evento con il minor distacco tra il vincitore e il secondo classificato | 0,2 s       | Rally di Giordania 2011 e Rally di Sardegna 2024 |

## Statistiche per nazione
| Descrizione                                                                             | Record | Nazione                                           |
| --------------------------------------------------------------------------------------- | ------ | ------------------------------------------------- |
| Nazione che ha ottenuto il maggior numero di vittorie tra i piloti                      | 208    | Francia                                           |
| Nazione con il maggior numero di piloti diversi che hanno ottenuto vittorie             | 18     | Francia                                           |
| Nazione che ha ottenuto il maggior numero di vittorie tra i copiloti                    | 153    | Finlandia                                         |
| Nazione con il maggior numero di copiloti diversi che hanno ottenuto vittorie           | 22     | Francia                                           |
| Maggior numero di doppiette ottenute da piloti di medesima nazionalità                  | 42     | Finlandia                                         |
| Maggior numero di triplette ottenute da piloti di medesima nazionalità                  | 11     | Finlandia                                         |
| Maggior numero di piloti di medesima nazionalità piazzati tra i primi posti in una gara | 10     | Francia (Tour de Corse 1975 e Tour de Corse 1979) |